# Get up
Get Up er en single af rapperen 50 Cent. Den blev oprindeligt udgivet som den første officielle single fra Before I Self Destruct, men den blev senere erstattet af Baby by me. Den er produceret af Scott Storch.
Musikvideoen, er inspireret af Will Smith filmen "I Am Legend og blev udgivet i slutningen af 2008. Starten af videoen ligner videoen til 'In Da Club' med udsigt til »Shady Aftermath Artist Development Center«.

## Position på hitlisterne
| Liste (2008)                         | Position |
| ------------------------------------ | -------- |
| Australian Singles Chart             | 73       |
| Canadian Hot 100                     | 31       |
| European Hot 100 Singles             | 63       |
| Irish Singles Chart                  | 33       |
| UK Singles Chart                     | 24       |
| U.S. Billboard Hot 100               | 44       |
| U.S. Billboard Hot R&B/Hip-Hop Songs | 23       |
| U.S. Billboard Hot Rap Tracks        | 9        |
| U.S. Billboard Pop 100               | 51       |